# Elecciones municipales del Callao de 2018
Las elecciones municipales del Callao de 2018 se llevaron a cabo el 7 de octubre de 2018 para elegir al alcalde y al Concejo Provincial del Callao. La elección se celebró simultáneamente con elecciones regionales y municipales (provinciales y distritales) en todo el Perú.
Como resultado de esta elección, Pedro López Barrios, candidato de Por Ti Callao, obtuvo el 36.90% de votos válidos y resultó electo como alcalde provincial del Callao.

## Sistema electoral
La Municipalidad Provincial del Callao es el órgano administrativo y de gobierno de la Provincia Constitucional del Callao. Está compuesta por el alcalde y el Concejo Provincial.
La votación del alcalde y el concejo se realiza en base al sufragio universal, que comprende a todos los ciudadanos nacionales mayores de dieciocho años, empadronados y residentes en la provincia del Callao y en pleno goce de sus derechos políticos, así como a los ciudadanos no nacionales residentes y empadronados en la provincia del Callao. No hay reelección inmediata de alcaldes.
El Concejo Provincial del Callao está compuesto por 15 regidores elegidos por sufragio directo para un período de cuatro (4) años, en forma conjunta con la elección del alcalde (quien lo preside). La votación es por lista cerrada y bloqueada. Se asigna a la lista ganadora los escaños según el método d'Hondt o la mitad más uno, lo que más le favorezca.

## Composición del Concejo Provincial del Callao
La siguiente tabla muestra la composición del Consejo Provincial del Callao antes de las elecciones.
| Partidos | Partidos        | Regidores |
| -------- | --------------- | --------- |
|          | Chim Pum Callao | 9         |
|          | Por Ti Callao   | 3         |
|          | Acción Popular  | 2         |
|          | Fuerza Popular  | 1         |

## Partidos y candidatos
A continuación se muestra una lista de los principales partidos y alianzas electorales que participaron en las elecciones:
| Candidatura | Candidatura   | Partidos y alianzas                               | Candidato | Candidato               | Ideología                                                          | Resultado previo | Resultado previo | Ref.  |
| Candidatura | Candidatura   | Partidos y alianzas                               | Candidato | Candidato               | Ideología                                                          | Votos (%)        | Reg.             | Ref.  |
| ----------- | ------------- | ------------------------------------------------- | --------- | ----------------------- | ------------------------------------------------------------------ | ---------------- | ---------------- | ----- |
|             | FC            | Lista - Fuerza Chalaca (FC)                       |           | Omar Marcos Arteaga     | Regionalismo chalaco                                               | 39.30%           | 9                | [ 3 ] |
|             | Por Ti Callao | Lista - Por Ti Callao (Por Ti Callao)             |           | Pedro López Barrios     | Regionalismo chalaco                                               | 11.30%           | 3                | [ 3 ] |
|             | AP            | Lista - Acción Popular (AP)                       |           | Paul García Oviedo      | Partido atrapalotodo                                               | 10.68%           | 2                | [ 3 ] |
|             | APP           | Lista - Alianza para el Progreso (APP)            |           | Magda Cortez Medina     | Liberalismo económico Conservadurismo liberal Populismo de derecha | 3.08%            | 0                | [ 3 ] |
|             | DD            | Lista - Democracia Directa (DD)                   |           | Guillermo Cornejo Alay  | Socialismo Nacionalismo de izquierda Ecologismo                    | 1.56%            | 0                | [ 3 ] |
|             | FA            | Lista - Frente Amplio (FA)                        |           | Arturo Herrera Espinoza | Socialismo Ecologismo Descentralización                            | 1.56%            | 0                | [ 3 ] |
|             | SP            | Lista - Somos Perú (SP)                           |           | Julio Muñoz Sánchez     | Democracia cristiana Conservadurismo social                        | 1.53%            | 0                | [ 3 ] |
|             | PPS           | Lista - Perú Patria Segura (PPS)                  |           | Raúl Odar Cabrejos      | Conservadurismo liberal Liberalismo económico                      | 0.55%            | 0                | [ 3 ] |
|             | APRA          | Lista - Partido Aprista Peruano (APRA)            |           | Erico Ramírez Barreto   | Aprismo                                                            | Nuevo            | Nuevo            | [ 3 ] |
|             | Frepap        | Lista - Frente Popular Agrícola del Perú (Frepap) |           | Rubén Gutiérrez Rojas   | Israelismo Fundamentalismo cristiano Populismo                     | Nuevo            | Nuevo            | [ 3 ] |
|             | UPP           | Lista - Unión por el Perú (UPP)                   |           | Teresa Fiestas Martínez | Etnocacerismo Nacionalismo de izquierda Ultranacionalismo          | Nuevo            | Nuevo            | [ 3 ] |
|             | PN            | Lista - Perú Nación (PN)                          |           | José Peralta Barrientos | Conservadurismo social Democracia cristiana                        | Nuevo            | Nuevo            | [ 3 ] |
|             | AvP           | Lista - Avanza País (AvP)                         |           | Raúl Moreyra Carbajal   | Conservadurismo liberal Liberalismo clásico                        | Nuevo            | Nuevo            | [ 3 ] |
|             | PP            | Lista - Podemos por el Progreso del Perú (PP)     |           | Renzo Ramírez Nieves    | Conservadurismo social Populismo Nacionalismo                      | Nuevo            | Nuevo            | [ 3 ] |

## Sondeos de opinión
Las siguientes tablas enumeran las estimaciones de la intención de voto en orden cronológico inverso, mostrando las más recientes primero y utilizando las fechas en las que se realizó el trabajo de campo de la encuesta. Cuando se desconocen las fechas del trabajo de campo, se proporciona la fecha de publicación.
Leyenda:
     Sondeo realizado en el periodo de prohibición legal de la difusión de sondeos de intención de voto.

### Intención de voto
La siguiente tabla enumera las estimaciones ponderadas (sin incluir votos en blanco y nulos) de la intención de voto.
|                                |                |     |      |      |      |     |     |     |     |      |  |  |  |
| Elecciones municipales de 2018 | 7 oct 2018     | —   | 36.9 | 19.4 | 10.4 | 6.0 | 5.6 | 4.8 | 3.9 | 17.5 |  |  |  |
|                                |                |     |      |      |      |     |     |     |     |      |  |  |  |
| Ipsos Perú/América             | 7 oct 2018     | ?   | 33.7 | 20.9 | 10.4 | 6.5 | –   | –   | –   | 12.8 |  |  |  |
| Datum Internacional/Latina     | 7 oct 2018     | ?   | 35.2 | 19.6 | 9.6  | 6.6 | –   | –   | –   | 15.6 |  |  |  |
| Ipsos Perú/América             | 7 oct 2018     | ?   | 30.4 | 27.8 | 9.9  | –   | 6.0 | –   | –   | 2.6  |  |  |  |
| Datum Internacional/Latina     | 7 oct 2018     | ?   | 37.1 | 20.8 | 10.9 | 5.3 | –   | –   | –   | 16.3 |  |  |  |
| CPI/RPP                        | 26–29 sep 2018 | 500 | 36.6 | 23.8 | 10.6 | –   | 4.3 | 7.6 | 3.5 | 12.8 |  |  |  |
| Datum/Latina                   | 27–28 sep 2019 | 400 | 32.9 | 30.1 | 7.0  | 3.5 | 6.3 | 4.2 | 4.5 | 2.8  |  |  |  |
| Ipsos Perú/El Comercio         | 26–27 sep 2018 | 410 | 26.7 | 42.7 | 4.0  | –   | 6.7 | 2.7 | –   | 16.0 |  |  |  |
| Sensor                         | 7–9 ago 2018   | 400 | 20.8 | 35.3 | 12.5 | 2.5 | –   | 7.0 | –   | 14.5 |  |  |  |
| IDICE                          | 2–12 jun 2018  | 500 | 20.0 | 38.9 | –    | 5.6 | 2.2 | 5.6 | –   | 18.9 |  |  |  |

### Preferencias de voto
La siguiente tabla enumera las preferencias de voto en bruto (incluyendo blancos, viciados y sin respuesta) y no ponderadas.
| Encuestadora/Medio             | Fecha          | Muestra | Pedro López | Omar Marcos | Magda Cortez | Paul García | Raúl Odar | Julio Muñoz | Renzo Ramírez | B/V  | NS/NO | Dif. |  |  |  |  |
| ------------------------------ | -------------- | ------- | ----------- | ----------- | ------------ | ----------- | --------- | ----------- | ------------- | ---- | ----- | ---- |  |  |  |  |
| Encuestadora/Medio             | Fecha          | Muestra |             |             |              |             |           |             |               |      |       |      |  |  |  |  |
| Elecciones municipales de 2018 | 7 oct 2018     | —       | 29.5        | 15.5        | 8.3          | 4.8         | 4.5       | 3.8         | 3.1           | 20.2 | –     | 12.0 |  |  |  |  |
|                                |                |         |             |             |              |             |           |             |               |      |       |      |  |  |  |  |
| CPI/RPP                        | 26–29 sep 2018 | 500     | 23.7        | 15.4        | 6.9          | –           | 2.8       | 4.9         | 2.3           | 26.3 | 8.8   | 8.3  |  |  |  |  |
| Datum/Latina                   | 27–28 sep 2019 | 400     | 23.5        | 21.5        | 5.0          | 2.5         | 4.5       | 3.0         | 3.3           | 28.5 | –     | 2.0  |  |  |  |  |
| Ipsos Perú/El Comercio         | 26–27 sep 2018 | 410     | 20          | 32          | 3            | –           | 5         | 2           | –             | 16   | 9     | 12   |  |  |  |  |
| Sensor                         | 7–9 ago 2018   | 400     | 18.8        | 31.8        | 11.3         | 2.3         | –         | 6.3         | –             | –    | 9.3   | 13.0 |  |  |  |  |
| IDICE                          | 2–12 jun 2018  | 500     | 18          | 35          | –            | 5           | 2         | 5           | –             | –    | 10    | 17   |  |  |  |  |

## Resultados

### Sumario general
|                        |                                           |              |              |              |           |           |
| Partidos y coaliciones | Partidos y coaliciones                    | Voto popular | Voto popular | Voto popular | Regidores | Regidores |
| Partidos y coaliciones | Partidos y coaliciones                    | Votos        | %            | +/−          | Total     | +/−       |
|                        | Por Ti Callao (Por Ti Callao)             | 191,999      | 36.90        | +19.29       | 9         | +6        |
|                        | Fuerza Chalaca (FC)                       | 101,116      | 19.43        | n/a          | 3         | –6        |
|                        | Alianza para el Progreso (APP)            | 54,253       | 10.43        | +7.35        | 1         | +1        |
|                        | Acción Popular (AP)                       | 31,111       | 5.98         | –4.70        | 1         | –1        |
|                        | Perú Patria Segura (PPS)                  | 29,010       | 5.58         | +5.03        | 1         | +1        |
|                        | Somos Perú (SP)                           | 24,808       | 4.77         | +3.24        | 0         | ±0        |
|                        | Podemos por el Progreso del Perú (PP)     | 20,355       | 3.91         | Nuevo        | 0         | ±0        |
|                        | Perú Nación (PN)                          | 15,516       | 2.98         | Nuevo        | 0         | ±0        |
|                        | Democracia Directa (DD)                   | 12,793       | 2.46         | Nuevo        | 0         | ±0        |
|                        | Unión por el Perú (UPP)                   | 9,928        | 1.91         | n/a          | 0         | ±0        |
|                        | Partido Aprista Peruano (APRA)            | 9,538        | 1.83         | n/a          | 0         | ±0        |
|                        | Frente Popular Agrícola del Perú (Frepap) | 9,283        | 1.78         | n/a          | 0         | ±0        |
|                        | Frente Amplio (FA)                        | 7,548        | 1.45         | Nuevo        | 0         | ±0        |
|                        | Avanza País (AvP)                         | 3,023        | 0.58         | Nuevo        | 0         | ±0        |
|                        |                                           |              |              |              |           |           |
| Total                  | Total                                     | 520,281      |              |              | 15        | ±0        |
|                        |                                           |              |              |              |           |           |
| Votos válidos          | Votos válidos                             | 520,281      | 79.82        | –5.35        |           |           |
| Votos en blanco        | Votos en blanco                           | 40,805       | 6.26         | +0.18        |           |           |
| Votos nulos            | Votos nulos                               | 90.720       | 13.92        | +5.17        |           |           |
| Votos emitidos         | Votos emitidos                            | 651,806      | 82.23        | –2.19        |           |           |
| Abstenciones           | Abstenciones                              | 140,831      | 17.77        | +2.19        |           |           |
| Votantes registrados   | Votantes registrados                      | 792,637      |              |              |           |           |
|                        |                                           |              |              |              |           |           |
| Fuente:                |                                           |              |              |              |           |           |

### Concejo Provincial del Callao (2019-2022)
| | |                                                               |
| Por Ti Callao (9+1)– Pedro Jorge López Barrios – Juan Carlos Alvarado Gallardo – Karina Lizbeth de Montreuil Meza – Pablo Enrique Gazzolo Romero – Christina López Pallardel – Carlos Salvador García Bustamante – Estefany Elcher Becerra Pazos – Johan Luigui Mantilla Peña – Juan Miguel Rodríguez Alache – Carlos Alberto Yataco Ramos | Fuerza Chalaca (3)– Norma Raquel Juárez Segura – Ever Francisco Cueva Cáceres – Alberto Alejandro Bobadilla Galindo | Alianza para el Progreso (1)– Reynaldo Rodolfo Encalada Tovar |
| Acción Popular (1)– Manuel Abel Neciosup Medina | Perú Patria Segura (1)– Álex Eduardo Negreiros Zevallos                                                             |                                                               |

## Elecciones municipales distritales

### Sumario general
| Partidos y coaliciones | Partidos y coaliciones                    | Voto popular | Voto popular | Voto popular | Alcaldías | Alcaldías |
| Partidos y coaliciones | Partidos y coaliciones                    | Votos        | %            | +/−          | Total     | +/−       |
| ---------------------- | ----------------------------------------- | ------------ | ------------ | ------------ | --------- | --------- |
|                        | Por Ti Callao (Por Ti Callao)             | 77,552       | 28.56        | +19.73       | 4         | +4        |
|                        | Fuerza Chalaca (FC)                       | 59,046       | 21.75        | n/a          | 1         | –3        |
|                        | Alianza para el Progreso (APP)            | 26,885       | 9.90         | +4.88        | 0         | ±0        |
|                        | Perú Patria Segura (PPS)                  | 21,610       | 7.96         | Nuevo        | 0         | ±0        |
|                        | Acción Popular (AP)                       | 14,881       | 5.48         | –0.64        | 0         | ±0        |
|                        | Somos Perú (SP)                           | 14,657       | 5.40         | +4.16        | 0         | ±0        |
|                        | Podemos por el Progreso del Perú (PP)     | 13,151       | 4.84         | Nuevo        | 0         | ±0        |
|                        | Unión por el Perú (UPP)                   | 7,800        | 2.87         | +1.37        | 0         | ±0        |
|                        | Perú Nación (PN)                          | 7,693        | 2.83         | Nuevo        | 1         | +1        |
|                        | Partido Aprista Peruano (APRA)            | 4,922        | 1.81         | n/a          | 0         | ±0        |
|                        | Partido Popular Cristiano (PPC)           | 4,582        | 1.69         | –1.12        | 0         | –1        |
|                        | Frente Popular Agrícola del Perú (Frepap) | 3,668        | 1.35         | n/a          | 0         | ±0        |
|                        | Juntos por el Perú (JP)                   | 2,709        | 1.00         | Nuevo        | 0         | ±0        |
|                        | Democracia Directa (DD)                   | 2,357        | 0.87         | Nuevo        | 0         | ±0        |
|                        | Frente Amplio (FA)                        | 2,199        | 0.81         | Nuevo        | 0         | ±0        |
|                        | Todos por el Perú (TPP)                   | 1,711        | 0.63         | Nuevo        | 0         | ±0        |
|                        | Perú Libertario (PL)                      | 1,681        | 0.62         | Nuevo        | 0         | ±0        |
|                        | Avanza País (AvP)                         | 1,341        | 0.49         | Nuevo        | 0         | ±0        |
|                        | Vamos Perú (VP)                           | 683          | 0.25         | n/a          | 0         | ±0        |
|                        | Listas independientes distritales         | 2,367        | 0.87         | n/a          | 0         | ±0        |
|                        |                                           |              |              |              |           |           |
| Total                  | Total                                     | 271,495      |              |              | 6         | +1        |
|                        |                                           |              |              |              |           |           |
| Votos válidos          | Votos válidos                             | 271,495      | 78.58        | –5.93        |           |           |
| Votos en blanco        | Votos en blanco                           | 30,537       | 8.84         | +1.59        |           |           |
| Votos nulos            | Votos nulos                               | 43,456       | 12.58        | +4.34        |           |           |
| Votos emitidos         | Votos emitidos                            | 345,488      | 81.90        | –3.04        |           |           |
| Abstenciones           | Abstenciones                              | 76,336       | 18.10        | +3.04        |           |           |
| Votantes registrados   | Votantes registrados                      | 421,824      |              |              |           |           |
|                        |                                           |              |              |              |           |           |
| Fuente:                |                                           |              |              |              |           |           |

### Resultados por distrito
La siguiente tabla enumera el control de los distritos de la Provincia Constitucional del Callao. El cambio de mando de una organización política se resalta del color de ese partido.
| Distrito                   | Alcalde(sa) titular       | Partido político | Partido político          | Alcalde(sa) electo(a)      | Partido político | Partido político |
| -------------------------- | ------------------------- | ---------------- | ------------------------- | -------------------------- | ---------------- | ---------------- |
| Bellavista                 | Iván Rivadeneyra Medina   |                  | Chim Pum Callao           | Daniel Malpartida Filio    |                  | Por Ti Callao    |
| Carmen de La Legua-Reynoso | Raúl Odar Cabrejos        |                  | Chim Pum Callao           | Carlos Cox Palomino        |                  | Por Ti Callao    |
| La Perla                   | Patricia Chirinos Venegas |                  | Chim Pum Callao           | Aníbal Jara Aguirre        |                  | Por Ti Callao    |
| La Punta                   | José Risi Carrascal       |                  | Partido Popular Cristiano | Pío Salazar Villarán       |                  | Perú Nación      |
| Mi Perú                    | Reynaldo Encalada Tovar   |                  | Alianza para el Progreso  | Agustín Santamaría Valdera |                  | Por Ti Callao    |
| Ventanilla                 | Omar Marcos Arteaga       |                  | Chim Pum Callao           | Pedro Spadaro Philipps     |                  | Fuerza Chalaca   |